# میهران هاکوبیان (نماینده مجلس)
میهران تارونی هاکوبیان (ارمنی: Միհրան Տարոնի Հակոբյան؛ زادهٔ ۱۵ ژوئن ۱۹۸۴) یک سیاستمدار و مورخ اهل ارمنستان است که از تاریخ ۲ آوریل ۲۰۱۷ تا تاریخ ۲۰۱۸ سمت نمایندگی دوره ششم مجلس ملی جمهوری ارمنستان را برعهده داشت.

## زندگی‌نامه
در ۱۵ ژوئن ۱۹۸۴ در ایروان به دنیا آمد و از دانشکده روابط بین‌الملل دانشگاه دولتی ایروان فارغ‌التحصیل شد. 